# Maison Mazurelle
La maison Mazurelle est une habitation unifamiliale située dans le Boulevard Dewandre à Charleroi (Belgique). Elle a été construite en 1936 comme résidence personnelle de l'architecte et géomètre du Bois du Cazier Lucien Mazurelle.

## Architecture

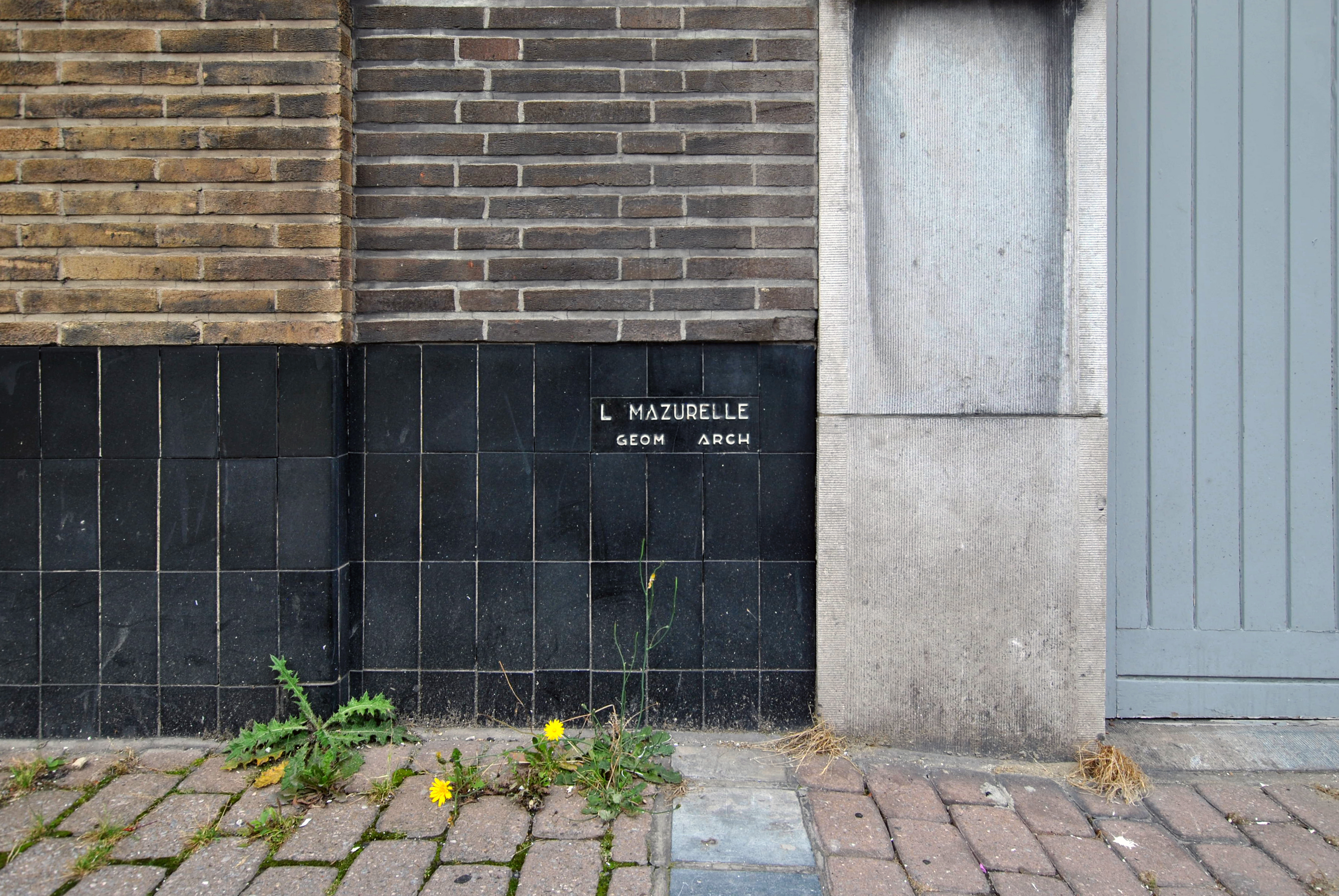
Détail signature.

Ce bâtiment fait partie d'un ensemble d'œuvres architecturales contemporaines le long du boulevard qui sont caractérisées par une façade en brique et des bow-windows. L'un d'eux est la maison K. de Joseph André, datant de 1935.
Cette maison est réalisée par l'architecte Lucien Mazurelle en 1936 et présente des éléments de style moderniste. Le programme architectural de la maison se développe sur trois niveaux. Le bureau au premier étage, le bel-étage et l'espace de sommeil au troisième étage. Les deux premiers étages sont regroupés et servent d'espace de réception, développant le hall d'entrée à double hauteur. Le troisième étage, quant à lui, est caractérisé par une paroi translucide s'ouvrant sur la cage d'escalier et laissant entrer une lumière indirecte et zénithale. Ce niveau est également relié à un autre escalier plus informel situé vers la façade arrière. La façade en brique se distingue par un élément en surplomb qui fait office de bow-window pour le bel-étage et de terrasse pour le troisième étage. Le toit-terrasse de la maison est un élément moderniste qui, avec son solarium et escalier supplémentaire, se distingue des maisons voisines. La corniche présente un jeu de volumes pour s'aligner sur les bâtiments adjacents,.